# ナクル石
ナクル石(Nacrite)は、カオリナイトの多形である粘土鉱物である。単斜晶に結晶化する。同定にはX線回折分析が必要である。
ナクル石は、1807年にドイツのザクセン州で産出したものが最初に記載された。その光沢から、「真珠の母」(mother of pearl)を意味するnacreという言葉に因んで命名された。